# Basilika La Merced (Santiago de Chile)

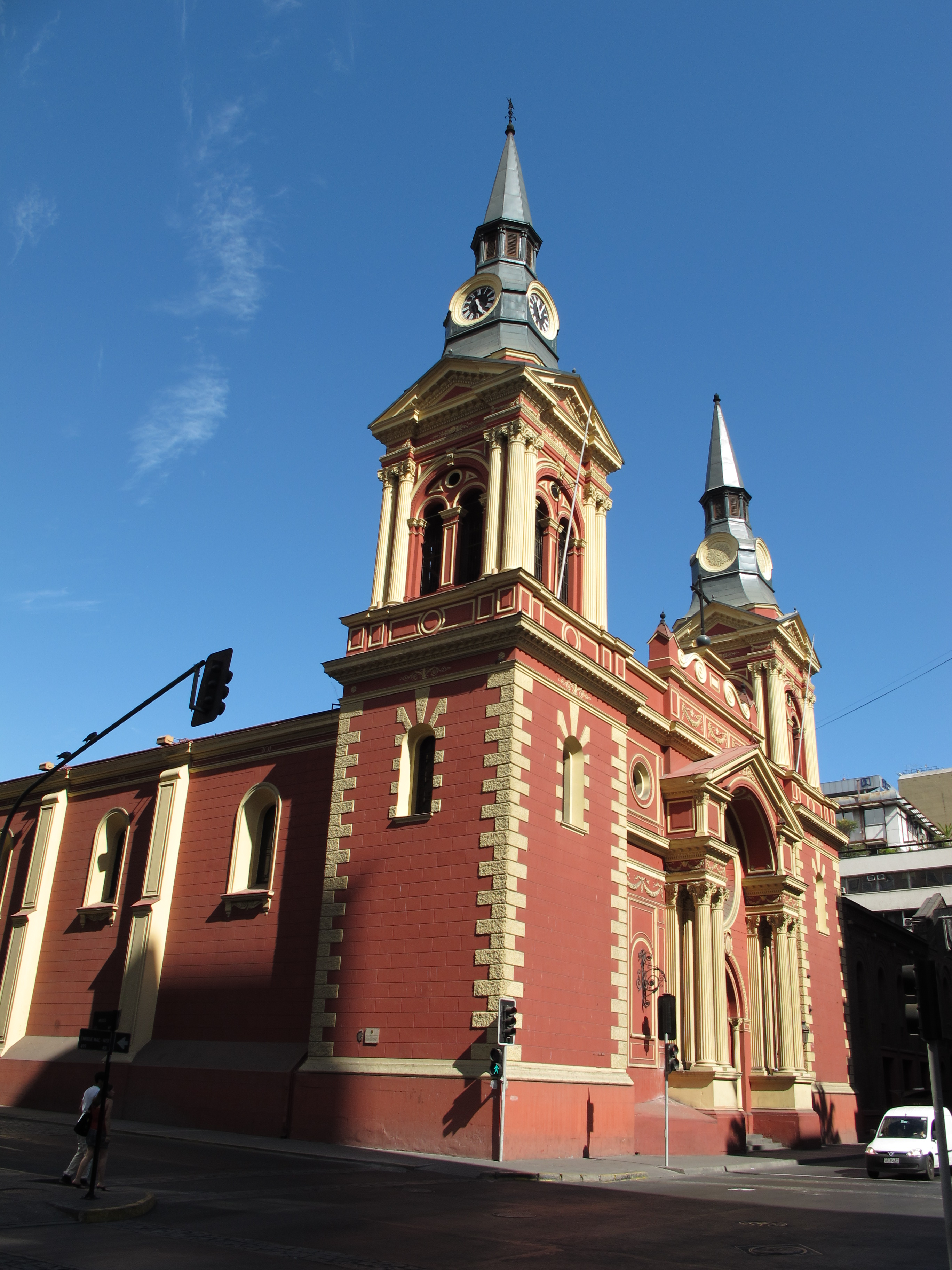
Außenansicht der Basilika

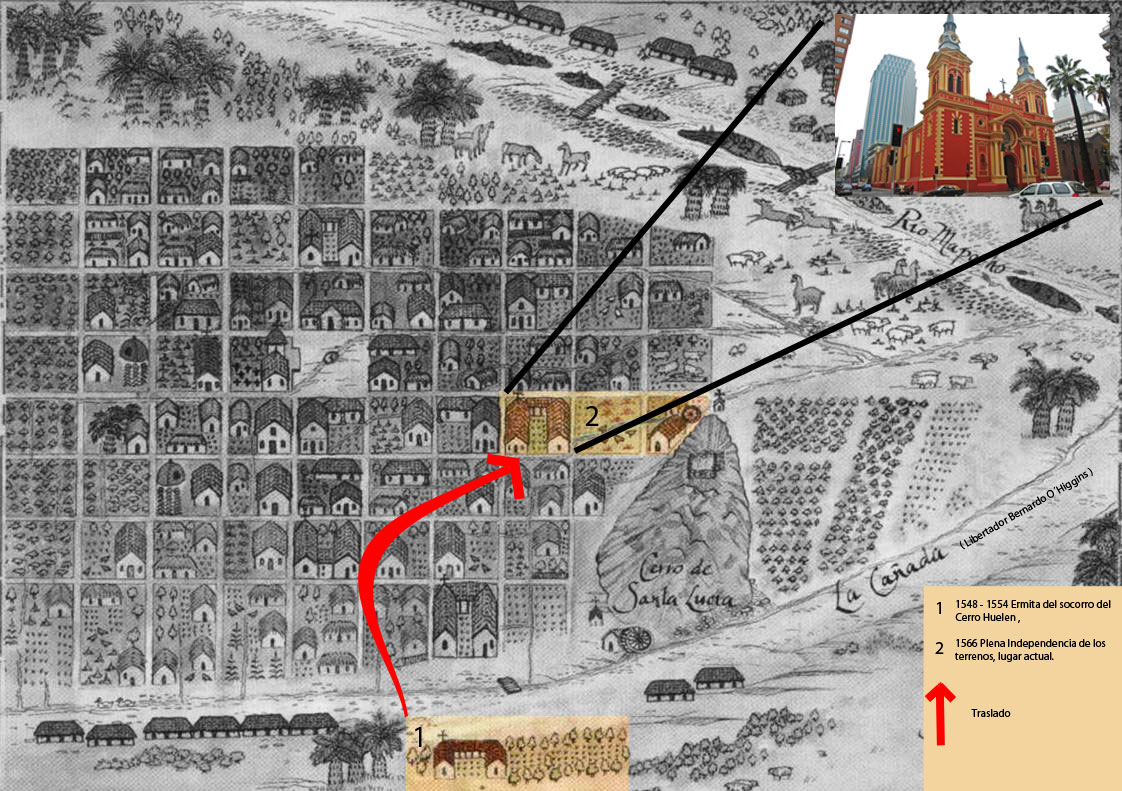
Lage auf einem alten Stadtplan

Die Basílica Nuestra Señora de la Merced (deutsch Basilika Unserer Lieben Frau der Barmherzigkeit) ist eine römisch-katholische Kirche in Santiago de Chile, der Hauptstadt Chiles. Die Kirche der Mercedarier trägt das Patrozinium Maria vom Loskauf der Gefangenen. Die Kirche des Erzbistums Santiago de Chile trägt den Titel einer Basilica minor und ist als historisches Kulturgüter geschützt.

## Geschichte
Die Mercedarier kamen 1541 mit Pedro de Valdivia nach Santiago de Chile und ließen sich erstmals 1548 mit Hilfe des Gouverneurs Rodrigo de Quiroga bei der heutigen Kirche von San Francisco nieder. Während ihrer Begleitung eines Eroberungszuges in den Süden fiel ihr Land aber an die Franziskaner. Stattdessen erhielten sie durch Juan Fernández de Alderete das Gelände der heutigen Kirche. Die erste Kirche wurde 1566 aus Lehmziegeln und Kalkbögen mit einem Zypressendach errichtet, sie stürzte infolge des Erdbebens von Santiago 1647 ein. Im Jahr 1683 wurde die Kirche als Backsteinbau neu errichtet, der aber wiederum 1730 durch das Erdbeben von Valparaíso zerstört wurde.
Der Bau der dritten Kirche wurde 1736 unter Weiterverwendung der erhaltenen Mauern auf dem alten Grundriss begonnen. Die Kirche wurde im Jahr 1760 fertiggestellt und 1795 geweiht. In den Jahren 1795 bis 1799 führte Joaquín Toesca, ein italienischer Architekt, die Kirchenausstattung weiter aus, wie sie heute erhalten ist.
Die Kirche wurde 1922 durch Papst Pius XI. als erste chilenische Kirche in den Rang einer Basilica minor erhoben. 1977 wurde sie zum Nationaldenkmal erklärt.
Im Jahr 1982 führte Mario Pérez de Arce y Asociados eine Außenrestaurierung durch, bei der die Fliesen und Türme verändert wurden und die Kirche neu gestrichen wurde.

## Architektur

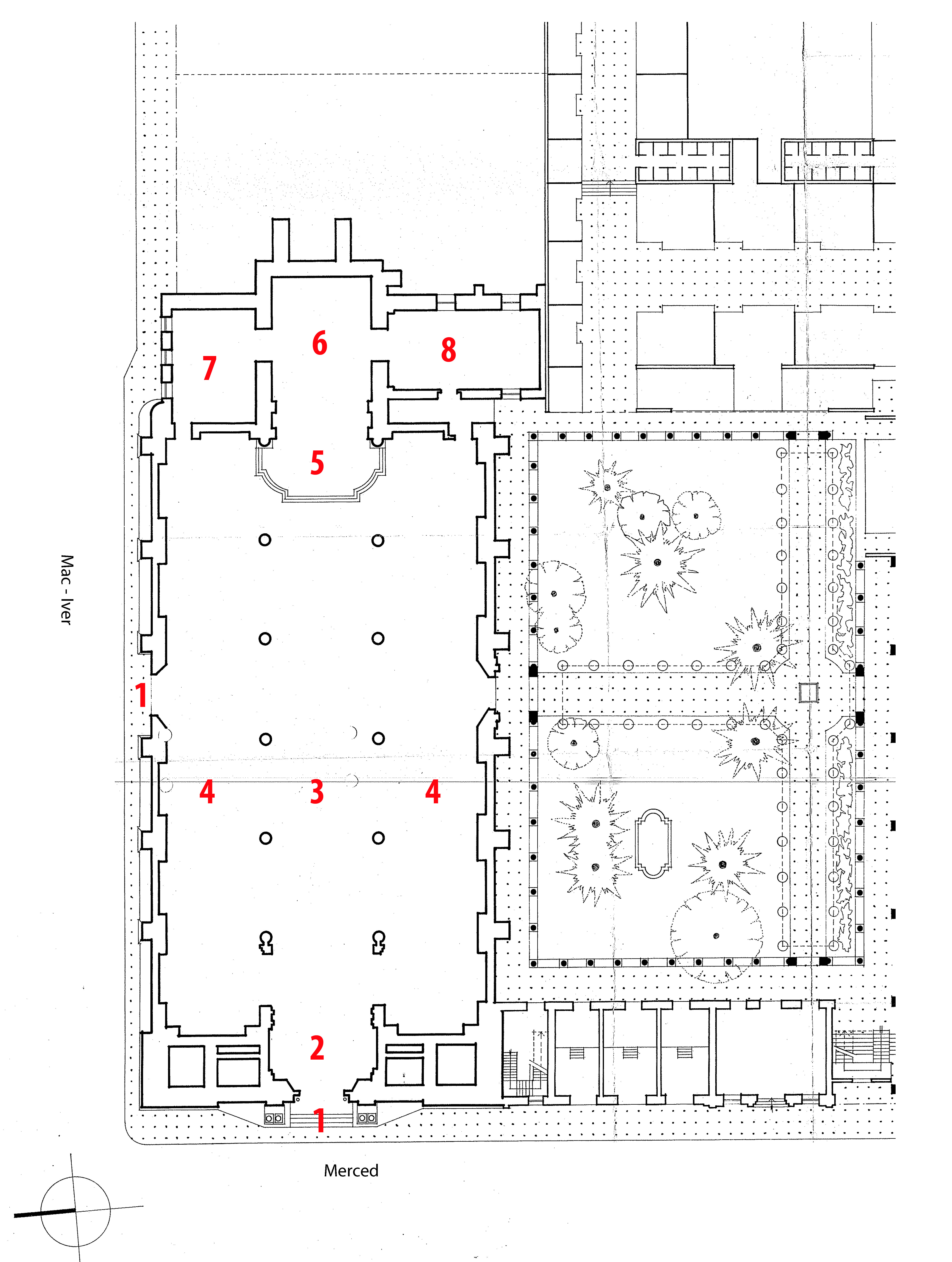
Grundriss

In seinen Anfängen bestand das Kloster aus einer Kirche und vier Kreuzgängen, von denen heute nur noch einer erhalten ist und als Museum dient.
Die dreischiffige Basilika besitzt ein Mittelschiff mit einem Tonnengewölbe ohne Fenster und Seitenschiffe mit Flachdecken. Dazwischen stehen marmorverkleidete Säulen und von ihnen getragene Bögen.
An der klassizistischen Backsteinfassade mit Säulen und Giebel zeigt sich das Mercedarische Wappen, der erhaltene Kreuzgang steht auf der rechten Seite und wird als Museum der Basilika genutzt. Die Türme wurden erst 1859 und 1885 als aus Ziegeln und Holz gebaut.

## Kirchenausstattung

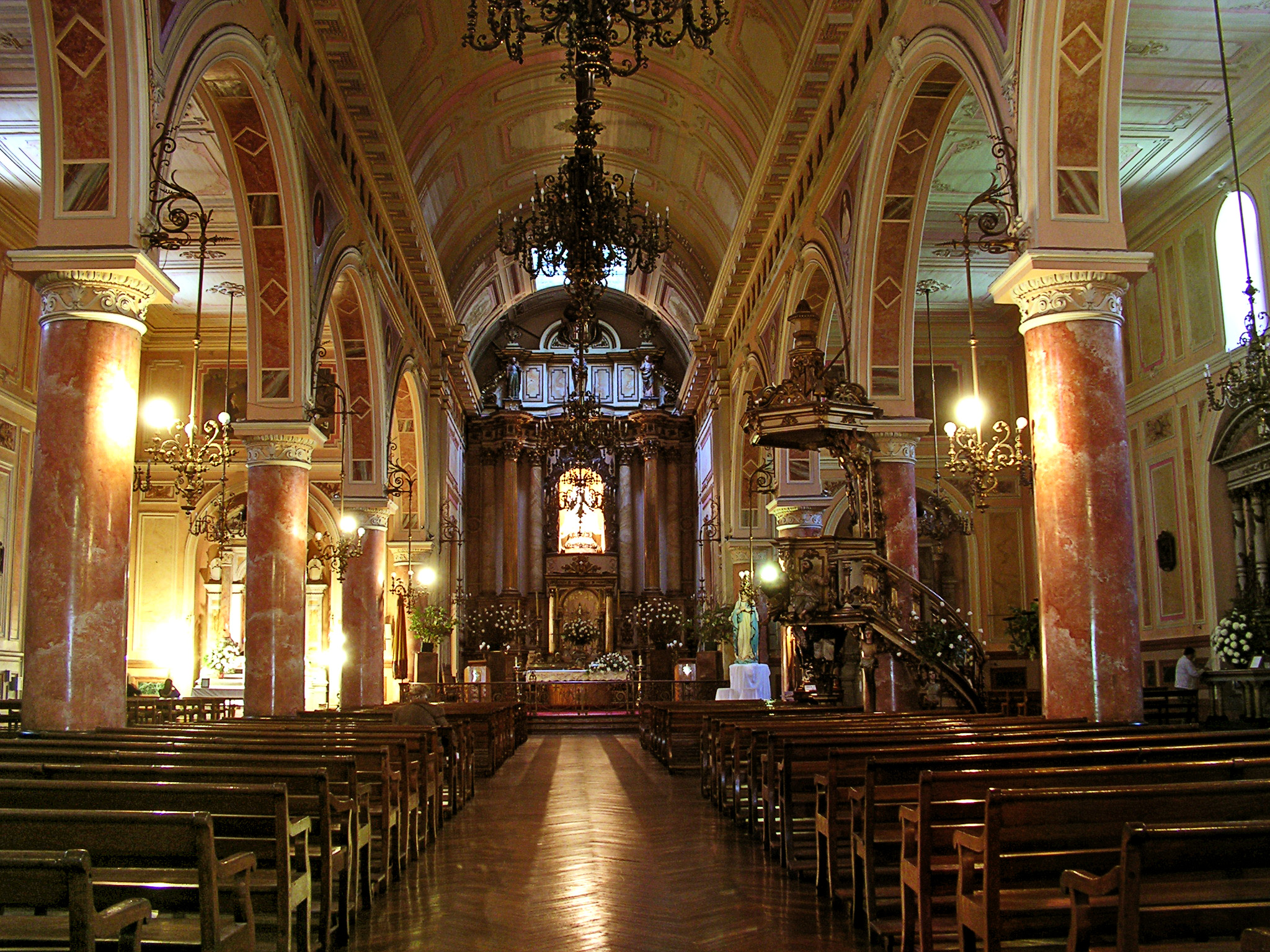
Innenraum der Basilika

Der Hauptaltar wurde aus Holz und Bronze gefertigt. Er zeigt ein polychromes Bild der Madonna der Barmherzigkeit, gestiftet von Kaiser Karl V. Die barocke Kanzel aus dem 18. Jahrhundert ist mit menschlichen Figuren dekoriert. Auf der linken Seite des Hauptaltars befindet sich der Altar des Allerheiligsten Sakraments aus Carrara-Marmor, der von einem Bild des Heiligsten Herzens Jesu beherrscht und von zwei großen, anbetenden Engeln eingerahmt wird.
Die Seitenaltäre des linken Kirchenschiffs zeigen die Bilder einer Reihe heiliggesprochener Mercedarier: Pedro Nolasco, Pedro Armengol, Ramon Nona to und Serapio. In einigen Fällen wurden Trompe-l’œil-Dekorationen auf die hölzerne Oberfläche der Wände gemalt, die Altarüberdachungen ähneln. Im rechten Kirchenschiff sind unter den Grabsteinen Bilder der Heiligen Familie, von Teresa de Los Andes und Unserer Liebe Frau von Lourdes zu sehen, letztere mit einer sorgfältigen Stuckdekoration, die einer Grotte ähnelt. Entlang des Gesims des Mittelschiffs hängen eine Reihe von Medaillons, die an die Heiligen und herausragenden Persönlichkeiten der Mercedarier erinnern. Bei der Restaurierung kamen zwei weitere hinzu, eines für Kardinal José María Caro, der kein Mercedarianer war, aber neben dem Kloster wohnte, und für Kardinal Carlos Oviedo Cavada, Erzbischof von Santiago, der dem Mercedarischen Orden angehörte. Wegen ihrer Bedeutung wurde die Kirche zur Grablege wohlhabender Familien, so sind etwa das Grab von Rodrigo de Quiroga und seiner Frau Inés de Suárez noch erhalten.